# 経管腔的内視鏡手術
経管腔的内視鏡手術(けいかんくうてき・ないしきょう・しゅじゅつ, natural orifice translumenal endoscopic surgery; NOTES)とは、複数の分野にわたる内視鏡手術の概念のひとつ。「自然開口部越経管腔的内視鏡手術(しぜんかいこうぶえつ・けいかんこうてき・ないしきょう・しゅじゅつ)」とも呼ばれる。内視鏡を自然孔（口腔、尿道口、肛門、膣口など）から挿入して行うものである。

## 歴史
2006年に、米国ジョンズ・ホプキンス大学の消化器内科教授アンソニー・カルー（Anthony Kalloo）によってブタを用いて、経胃的な手術を行った事例として「NOTES」として初めて発表された。人間に対しては、2007年にインドのアジア消化器研究所のG.V. RaoとNageshwar Reddyによって、経胃的に虫垂切除術を施行した症例が発表されたのが最初と言われている。

## 種類
NOTESは、外科のみならず、産婦人科や泌尿器科にも用いられる手術概念である。対象となる疾患、挿入口や開口部の対象となる管腔が複数分野にまたがる。以下に一般的なものを記す。
1. 内視鏡を自然孔（口腔、尿道口、肛門、膣口など）から挿入する。
2. 挿入した器具を用いて、管腔壁(消化管・尿路・産道)に侵入路を開口する。
3. 開口部より管腔壁を経て体腔内に器具を挿入し、治療を行う。

一般的な手術とは異なり、体表面の皮膚・粘膜を切開することなく、体内に侵入し、治療を行うことができる。
単孔式では手術が困難である場合には、体表を切開し、その侵入路を通じて、腹腔鏡や胸腔鏡等を併用することもある。
厳密には経蝶形骨洞下垂体腺腫摘出術（Hardy法）がNOTESの概念に先行しているといえる。

## 関連
- 消化器学
- 内視鏡
- 内視鏡的粘膜切除術 (EMR)
- 内視鏡的粘膜下層剥離術 (ESD)